# Specchio alare

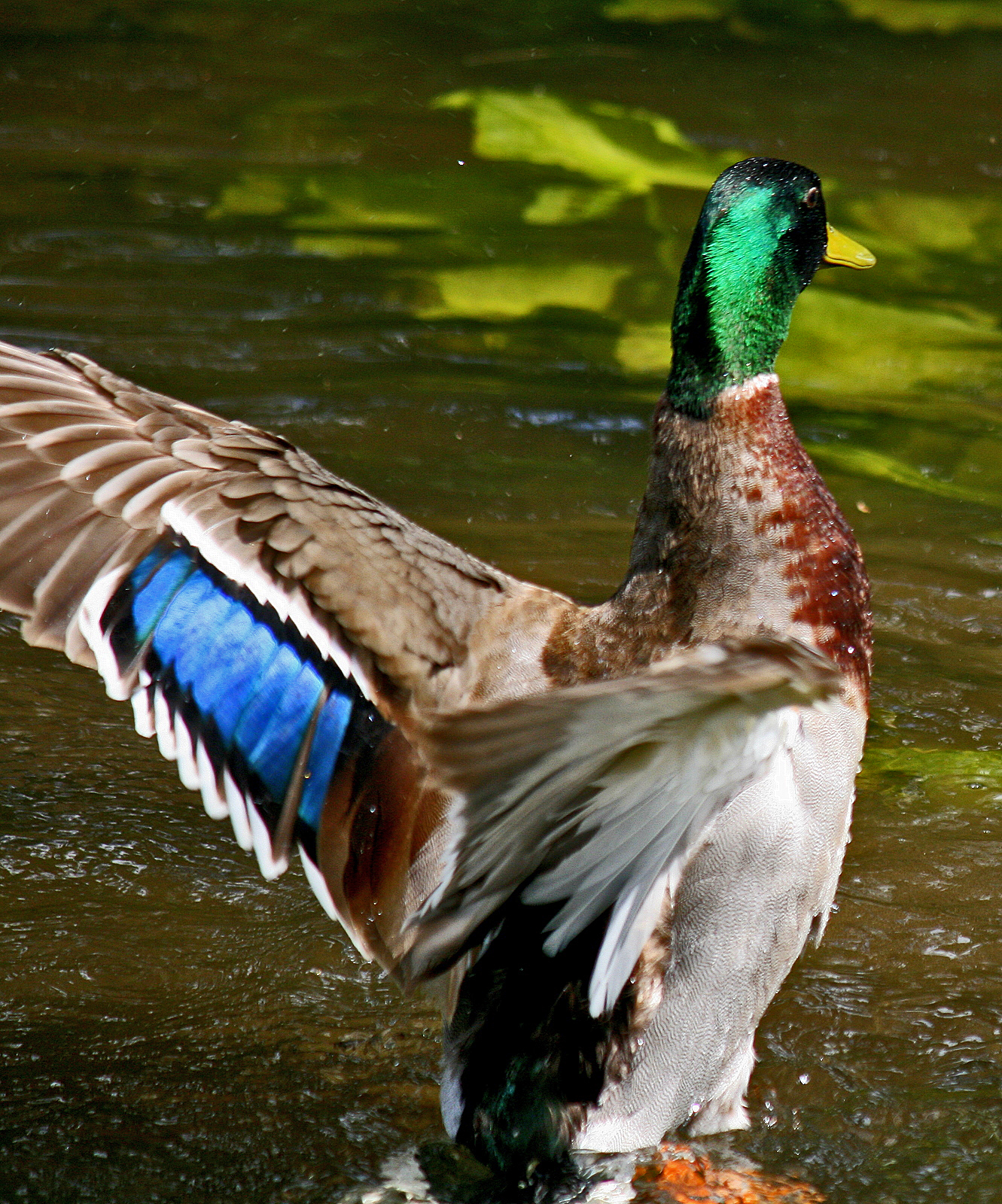
Un maschio di germano reale. Le penne dello specchio comprendono una macchia azzurra dai margini neri e poi bianchi

Lo specchio alare degli uccelli, è un elemento distintivo sviluppato da alcune specie di volatili in particolare dal genere Anas, appare come una caratteristica fascia dai colori vivi con riflessi metallici situata sulle ali in corrispondenza delle penne remiganti secondarie interne. Ogni specie presenta un proprio ed esclusivo colore.

## Composizione
Osservando da vicino e dall'alto l'ala aperta di un uccello, lo specchio alare è formato dalla sovrapposizione delle penne remiganti secondarie di forma asimmetrica, in particolare ogni singola penna presenta il pigmento che costituisce lo specchio solo nella parte esterna di essa, la parte interna priva del pigmento viene coperta dalla parte esterna della penna adiacente e così via (come tegole sovrapposte). Il colore dello specchio risalta perché distintamente colorato dal resto del piumaggio adiacente; spesso la zona a specchio è ancora più netta perché orlata di bianco o di altri colori privi di riflessi.

## Funzione
Lo specchio alare è stato sviluppato da alcune specie di uccelli come elemento distintivo, infatti ogni specie ha una propria livrea, consente l'identificazione tra appartenenti alla stessa specie, quando sono in volo permette loro di riconoscersi anche a centinaia di metri, favorendo così anche l'aggregazione in stormi nelle specie migratorie. La particolare zona del piumaggio in cui si trova lo specchio, quando l'uccello è in volo permette la sua visione sia dall'alto che dal basso per via del movimento rotatorio che compiono le ali. 

## Specie e colori
Esempi del colore (o dei colori) dello specchio di un certo numero di anatre sono:
- Anas acuta - Codone comune: verde scuro con riflessi bronzei orlato di arancione.
- Anas clypeata - Mestolone comune: verde scuro iridescente con margini bianchi.
- Anas crecca - Alzavola comune: verde iridescente.
- Anas platyrhynchos - Germano reale: azzurro-viola iridescente con i margini neri e bianchi.

Specchi alari brillanti sono noti anche in un certo numero di altri uccelli; tra questi ci sono alcuni pappagalli del genere Amazona, con specchi rossi o arancio.